# سندرم سرکه

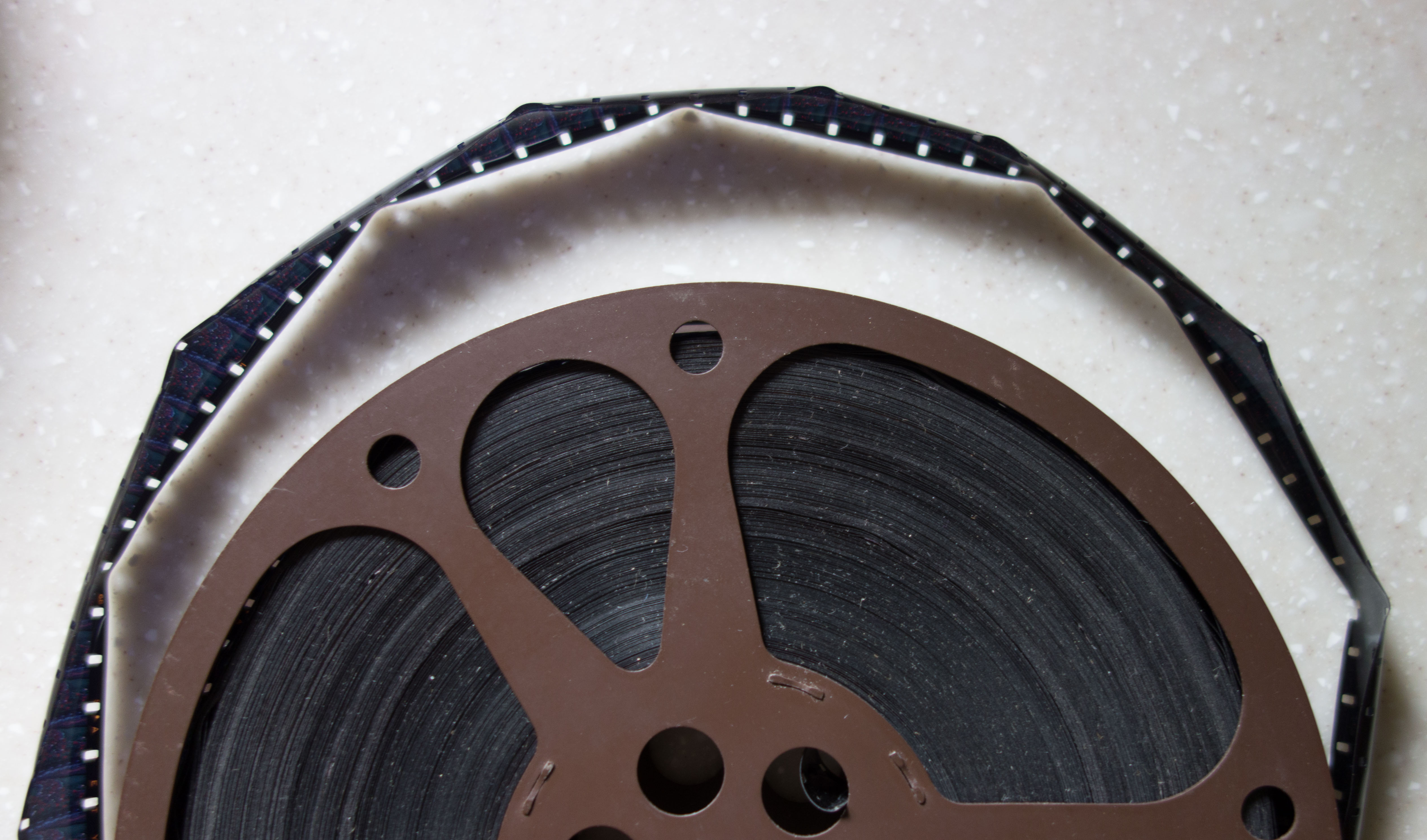
کوچک شدن و تاب برداشتن فیلم فیلم ۱۶ میلی‌متر به خاطر سندرم سرکه

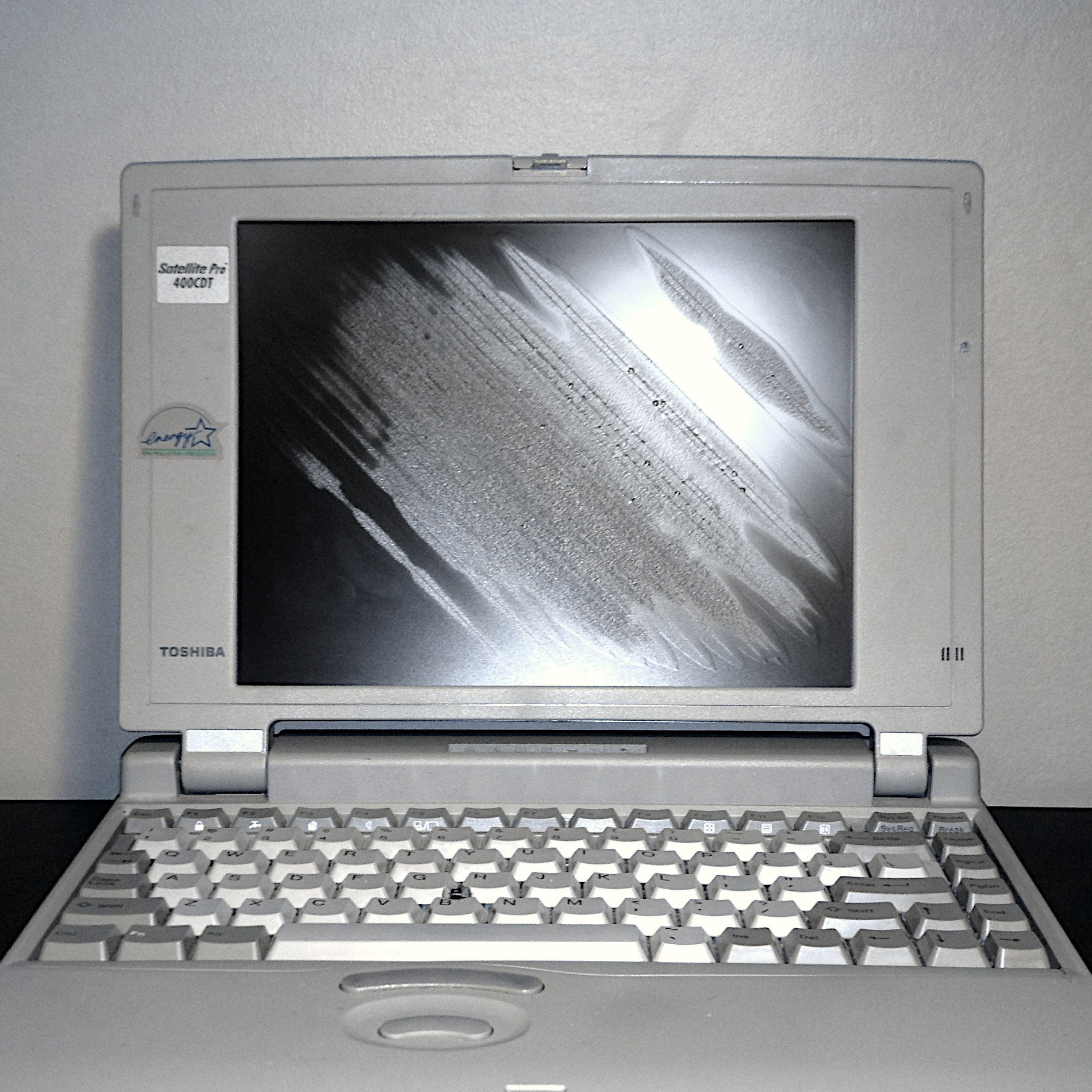
حباب و تاب برداشتن ای‌سی‌دی یک لپ‌تاپ به خاطر سندرم سرکه

سندرم سرکه (انگلیسی: Vinegar syndrome) یا سندرم استیک اسید حالتی است که از استیل‌دار کردن cellulose acetates (معمولاً cellulose diacetate) و سلولز تری‌استات پیش می‌آید. این استیل‌دار کردن باعث ایجاد استیک اسید که باعث ایجاد بوی سرکه‌ای خواهد شد که به همین دلیل این نام را پیدا کرده است.